# Eberhard Thomas
 Eberhard Thomas (* 1944) ist ein deutscher Klassischer Archäologe.

## Leben
Eberhard Thomas studierte Klassische Archäologie und wurde 1971 an der Universität zu Köln promoviert. 1971/72 war er wissenschaftlicher Mitarbeiter in der Redaktion des Corpus der minoischen und mykenischen Siegel in Marburg. Von 1972 bis 1983 war er wissenschaftlicher Assistent am Archäologischen Institut der Universität zu Köln, hier erfolgt auch 1981 seine Habilitation und Ernennung zum Privatdozenten. 1984/85 war er Stipendiat der Gerda Henkel Stiftung. Von 1985 bis 1996 nahm er Vertretungen und Lehraufträge an verschiedenen deutschen Universitäten wahr.
Seit 1975 ist er mit der Klassischen Archäologin Renate Thomas (* 1953) verheiratet.

## Veröffentlichungen (Auswahl)
- mit Victor E. G. Kenna: Corpus der minoischen und mykenischen Siegel. Band 13: Nordamerika. Teil 2: Kleinere Sammlungen. Philipp von Zabern, Mainz 1974, ISBN 3-7861-2217-2.
- Mythos und Geschichte. Untersuchungen zum historischen Gehalt griechischer Mythendarstellungen. 1976 (= Dissertation).